# Zeravschania pauciradiata
Zeravschania pauciradiata är en flockblommig växtart som först beskrevs av Sophia G. Tamamschjan, och fick sitt nu gällande namn av Pimenov. Zeravschania pauciradiata ingår i släktet Zeravschania och familjen flockblommiga växter. Inga underarter finns listade i Catalogue of Life.